# 船瀬漁港

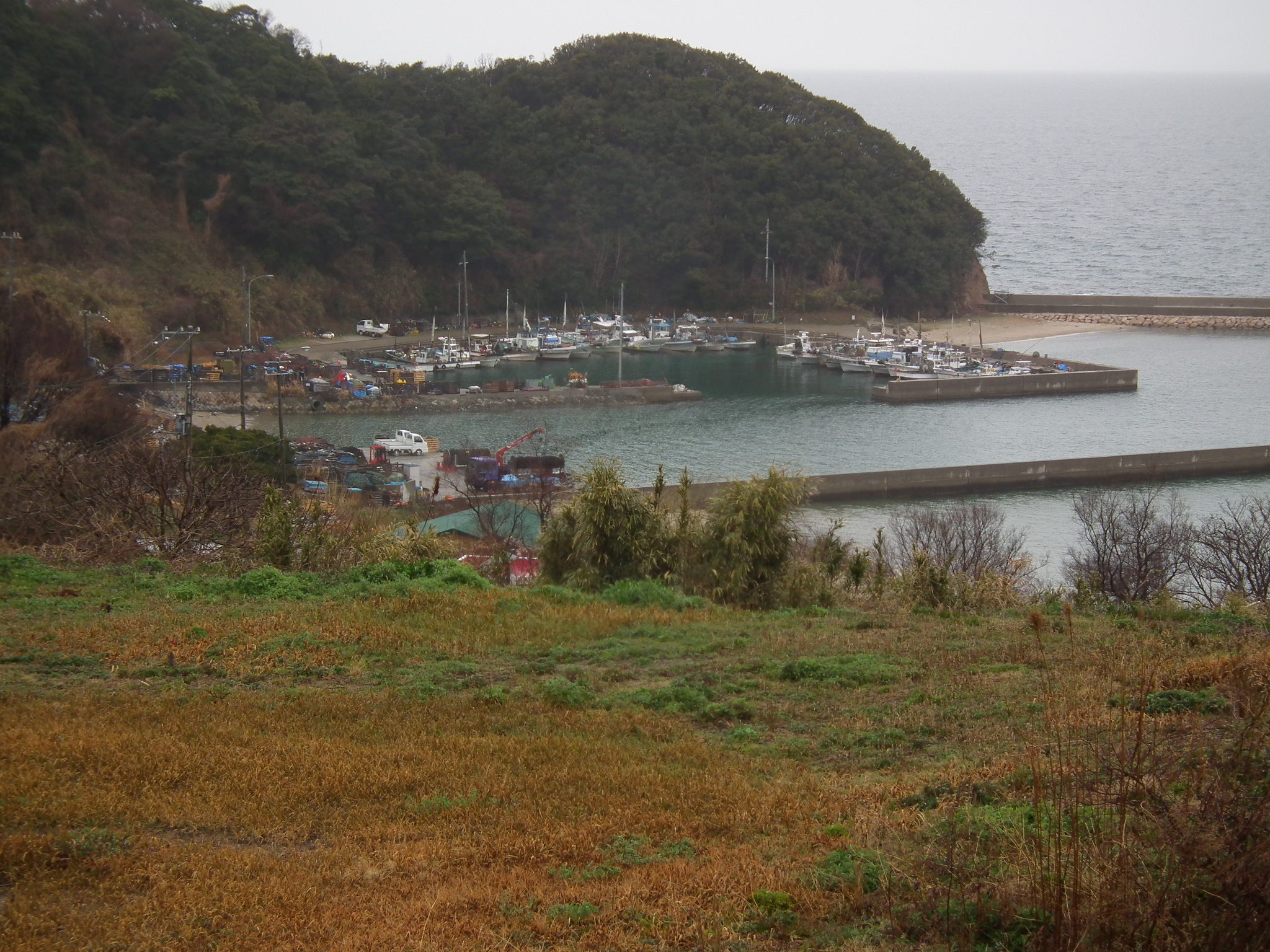
船瀬漁港（洲本市）第1種漁港

船瀬漁港（ふなせぎょこう）は、兵庫県洲本市（旧･五色町）にある第1種漁港。

## 概要
淡路島西海岸（西浦）の播磨灘に面する仏崎付近にある小さな漁港で、淡路島の中でも特に風光明媚な美しさを持つ漁港として知られる。兵庫県道31号福良江井岩屋線（愛称:淡路サンセットライン）から見下ろせる位置にあり、その箱庭のような美しさからアマチュア画家などに好んで描かれる。すぐ東側に船瀬海水浴場と船瀬キャンプ場を持つ。

## ギャラリー
- 1980年ごろの船瀬漁港
- 船瀬漁港内
- 船瀬漁港内
- 石積みの護岸が美しい
- 船瀬漁港ではタコ漁も盛ん
- 船瀬漁港と漁船

## 周辺観光
- 船瀬キャンプ場
- 五色浜海水浴場
- ウェルネスパーク五色
- 高田屋嘉兵衛翁記念館
- 慶野松原

## 参考サイト
- 日本の漁港